# Un long dimanche de fiançailles (roman)
Pour l’article homonyme, voir Un long dimanche de fiançailles (film).
Un long dimanche de fiançailles est un roman historique de Sébastien Japrisot paru le 6 septembre 1991 aux éditions Denoël et ayant reçu le prix Interallié la même année. Ce roman a été adapté au cinéma par Jean-Pierre Jeunet et le scénariste Guillaume Laurant avec le film homonyme en 2004, mais le film s'écarte du livre, notamment en situant en Bretagne au lieu des Landes, la patrie de l'héroïne du livre. Celle-ci se prénomme Mathilde, elle va chercher à comprendre ce qui est arrivé à Manech, son amoureux condamné à mort avec quatre autres soldats et dont elle veut croire qu'il a survécu. Ce roman est un roman historique ou rétrospectif, mais également un roman d'amour, ainsi qu'une intrigue policière brillante.

## Résumé
Dans les tranchées de la Somme, pendant la Première Guerre mondiale, cinq soldats français sont condamnés à mort pour s’être auto-mutilés afin d'échapper à leur devoir. Ils sont conduits jusqu’à un avant-poste nommé « Bingo crépuscule »1 et abandonnés à leur sort dans le no man's land qui sépare les tranchées françaises et allemandes. Ils sont apparemment tous tués. Parmi eux figure Manech, le fiancé de l’héroïne du livre, une jeune handicapée prénommée Mathilde qui ne croit pas à la mort de son fiancé. Forte de cette intuition, et bientôt d'un espoir (un témoin lui révèle qu’il l’aurait vu), elle mène son enquête et reconstitue peu à peu ce qui s’est passé cette nuit-là, aidée par un détective privé, M. Pire, qui va lui faciliter la tâche.
- Kléber Bouquet (Bastoche/L'Eskimo) : il est vif et robuste, il habite à Paris, c'est un menuisier, matricule 2124, 37 ans.
  - Benjamin Gordes dit Biscotte, ami de Kleber Bouquet, est mort le 8 janvier 1917,
  - Benjamin et Kleber se sont « réconciliés » avant la mort de Benjamin.
  - Élodie Gordes : c'est la femme de Benjamin Gordes. Elle élève seule ses cinq enfants. Elle a vécu une aventure avec Kléber.
  - Véronique Passavant : elle aimait Kléber Bouquet. C'est Petit Louis, un ami de Kléber, qui lui apporte les dernières volontés de son amant.
- Francis Gaignard (Six-Sous) : il habite à Bagneux, c'est un soudeur, il est persuadé qu'un jour les hommes seront libres et égaux, matricule 4077, 31 ans.
- Benoît Notre-Dame (cet homme) : il vient de la Dordogne, c'est un enfant trouvé. Il est paysan, gaucher, brave et redoutable. Il a une femme et un enfant nommé Baptistin (que l'on surnomme Titou), matricule 1818, 30 ans.
  - Mariette Notre-Dame : femme de Cet Homme avec qui il communique en message secret.
- Ange Bassignano (Droit Commun) : né à Marseille, il a 26 ans, fils d'émigrés italiens, il est svelte, beau et tout le contraire d'un ange (tricheur, menteur). Il est allé en prison pour une peine de 5 ans, matricule 7328. Proxénète de Tina Lombardi.
  - Valentina Lombardi (Tina Lombardi) : l'amour de sa vie était Ange Bassignano.
- Jean Etchevery (Manech / Le Bleuet) : il a 19 ans, il est intrépide et généreux. Depuis qu'il a vu un de ses camarades mourir devant ses yeux, il a peur de tout : des bombes, de son fusil, du vent annonciateur de gaz... C'est le fiancé de Mathilde, matricule 9692.
  - Mathilde Donnay : héroïne du livre. C'est une jeune fille attachante qui veut tout faire pour retrouver mort ou vif l'homme de sa vie. Pendant plusieurs années, elle cherchera ce qui s'est passé ce fameux dimanche, le soir, à Bingo crépuscule.
    - Germain Pire : le détective privé, admirateur des œuvres de Mathilde. Le slogan de son entreprise est Pire que la fouine.
    - Pierre-Marie Rouvière : avocat de la famille Donnay.
    - Sylvain:  Il est comme "l'oncle" de Mathilde. Lui et sa femme Bénédicte s'occupent beaucoup d'elle. Ils habitent dans la villa de vacances de la famille Donnay à Cap-Breton.
    - Bénédicte : c'est la femme de Sylvain et la tante par alliance de Mathilde.

  - Juliette Desrochelles : mère de Jean Desrochelles, mort à la guerre.
- Célestin Poux dit la terreur des armées, Rab de Rab ou soldat Toto : c'est le soldat qui a donné du chocolat chaud et du miel à Manech. Il est orphelin. C'est aussi devenu un ami (ou plutôt "comme un ami") de Mathilde.
- Daniel Esperanza : c'est ce sergent qui annonce à Mathilde comment Manech est mort. Esperanza est atteint de la grippe espagnole et meurt peu après ses confessions.
- Etienne Favourier (Parle-Mal) : capitaine, chef de tranchée à Bingo Crépuscule.
- Anselme Boileroux : curé de Cabignac. Il écrit à Mathilde à propos de Mariette Notre-Dame, la femme de Cet Homme (Benoit Notre-Dame).
- Urbain Chardolot: caporal à Bingo Crépuscule. Mathilde garde espoir quant à la survie de Manech grâce à lui : "Un peut-être, si ce n'est deux".

## Éditions
- Un long dimanche de fiançailles, éditions Denoël, 1991  (ISBN 2-207-23610-2).

## Adaptations
- Cinématographique : Un long dimanche de fiançailles de Jean-Pierre Jeunet, France, 2004.
- Radiophonique : « Un long dimanche de fiançailles », Le Feuilleton, France Culture, 2014[1].